# Cantone di Lons-le-Saunier-1
Il Cantone di Lons-le-Saunier-1 è una divisione amministrativa dell'arrondissement di Lons-le-Saunier, ad est della Francia.
È stato costituito a seguito della riforma approvata con decreto del 17 febbraio 2014, che ha avuto attuazione dopo le elezioni dipartimentali del 2015, rinominando il soppresso cantone di Lons-le-Saunier-Nord.

## Composizione
Comprende parte della città di Lons-le-Saunier e gli 8 comuni di:
1. Chille
2. Condamine
3. Courlans
4. Courlaoux
5. L'Étoile
6. Montmorot
7. Saint-Didier
8. Villeneuve-sous-Pymont